# Violence familiale
Sont qualifiées de violences familiales celles exercées au sein de la famille, au sens large. L'expression, comme l'expression voisine de violences intrafamiliales, vise les faits de violence conjugale, de violences faites aux enfants mineurs, aux ascendants, ou à tout membre de la famille élargie, dès lors qu'ils partagent le même toit, voire, selon les cultures une communauté proche.

## Prévalence
Selon un rapport de 2014 de l'Office des Nations unies contre la drogue et le crime (ONUDC), sur les 437 000 personnes assassinées dans le monde en 2012, 95 % des auteurs étaient des hommes qui représentaient aussi 80 % des victimes. Quand les homicides sont dans le cadre de violences domestiques, qui représentent 15 % de l’ensemble, 70 % des victimes sont des femmes. À l'inverse des femmes, qui ont un plus grand risque d'être tuées par des connaissances, les hommes sont majoritairement tués par des inconnus.

## Violences faites aux ascendants
La violence d'enfants envers leurs parents (leur mère, le plus souvent) existe et est méconnue car taboue pour les parents, partagés entre leur situation de victime et leur rôle de protecteur. Elle peut entraîner un important repli social de la famille.

## Violences faites aux enfants

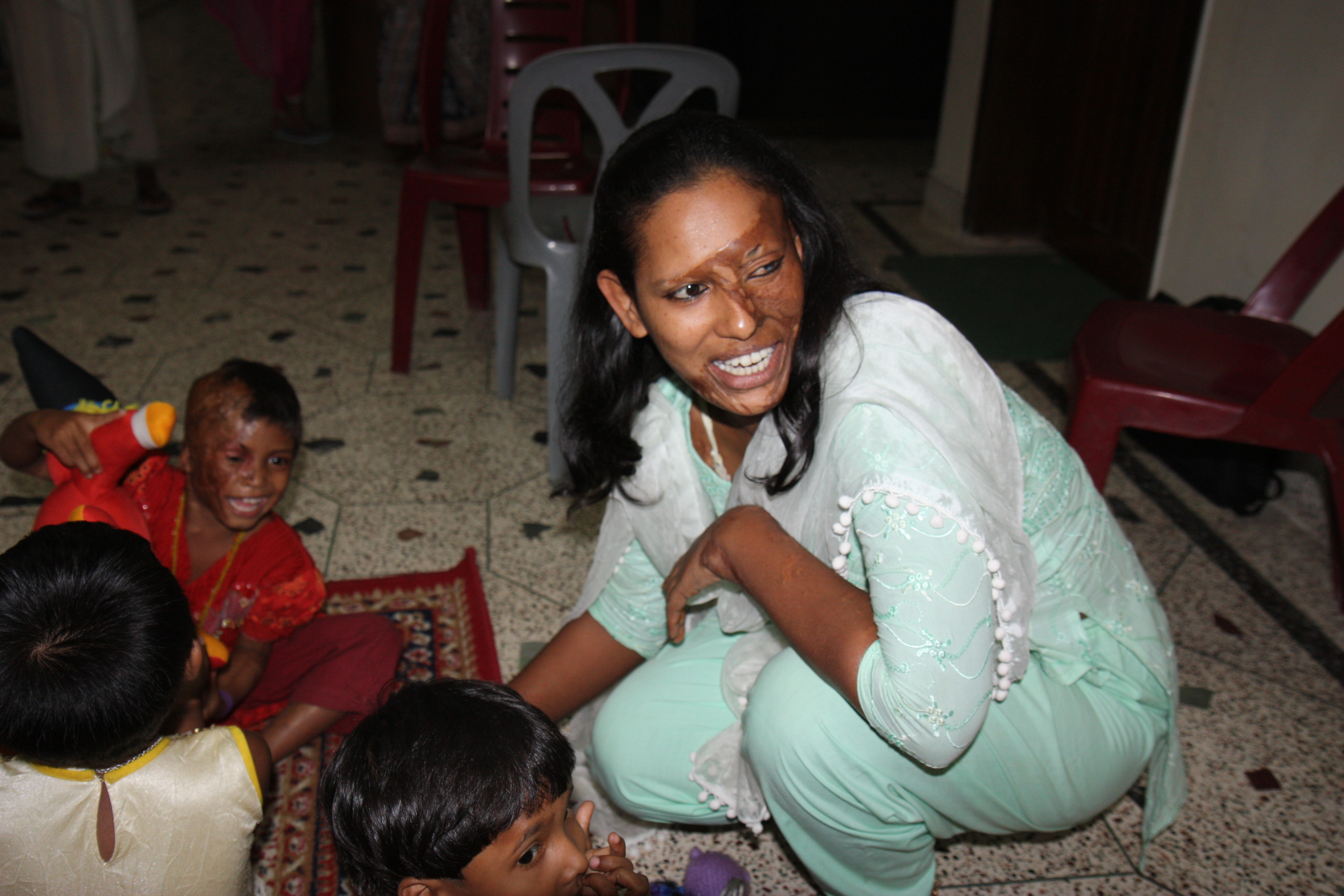
Victimes d'attaque à l'acide, Bangladesh, 2011

## Violences faites à d'autres adultes
Elles peuvent concerner des violences faites entre beaux-parents et beaux-enfants, oncles et cousins, etc.

## Droit international

Campagne préventive contre la violence domestique, Tyndall Air Force Base (États-Unis), 2011

Diverses législations, y compris sous l'égide de l'ONU et de l'UNESCO, visent à faire diminuer ou disparaître les violences conjugales, psychologique, sexuelle (viol, mutilations génitales…, exploitation et traite sexuelles), le harcèlement, y compris sur internet, mais les statistiques montrent qu'elles demeurent fréquentes. En Europe, 62 millions de femmes disent avoir subi des violences physiques et/ou sexuelles depuis l'âge de 15 ans. Environ la moitié de la population de l'Union Européenne est concernée (plus de 250 millions de femmes et filles). Une partie de ces violences s'exercent dans le cadre de la famille.
Plusieurs résolutions, conventions, déclarations de l’Assemblée générale des Nations unies ont été adoptées : la recommandation générale n° 19 adoptée lors de la 11e session en 1992 précise « La violence fondée sur le sexe est une forme de discrimination qui empêche sérieusement les femmes de jouir des droits et libertés au même titre que les hommes » et « recommande aux États d’inclure dans leurs rapports des renseignements sur la violence et sur les mesures adoptées pour l’éliminer ».
La résolution adoptée le 17 décembre 1999 proclame le 25 novembre « Journée internationale pour l’élimination de la violence à l’égard des femmes ».
La déclaration sur l’élimination de toutes les formes de violence à l’égard des femmes, en date du 20 décembre 1993, est la reconnaissance internationale du fait que les violences à l’égard des femmes constituent une violation des droits de l’Homme et une forme de discrimination à l’égard des femmes.
La Convention du Conseil de l'Europe sur la prévention et la lutte contre la violence à l'égard des femmes et la violence domestique, dite Convention d'Istanbul, adoptée le 7 avril 2011 à Istanbul, est le premier traité juridiquement contraignant qui criminalise les violences à l'égard des femmes et la violence domestique. Elle fixe des normes destinées à aider les États à prévenir ces formes de violence. En juin 2017 l'Union européenne a signé la convention d’Istanbul. Fin 2019, tous les pays du Conseil de l'Europe n'adhèrent pas encore officiellement à cette Convention (il manque l'Azerbaïdjan et la fédération de Russie).